# Esmé Stewart, 1:e hertig av Lennox
Esmé Stewart, 1:e hertig av Lennox, född 1542, död 26 maj 1583, var en skotsk adelsman, brorson till Matthew Stewart, 4:e earl av Lennox.
Esmé Lennox föddes i Frankrike och var mera fransman än skotte. Han var guisernas agent och bidrog tillsammans med earlen av Arran till regenten Mortons fall 1581, förvärvade hertigtitel, men blev av protestanterna driven i landsflykt 1582. Hans son Ludovic Stewart blev 1623 engelsk hertig av Richmond.